# Lithops julii
Lithops julii es una especie de planta suculenta perteneciente a la familia  Aizoaceae que es nativa de Sudáfrica y Namibia. 

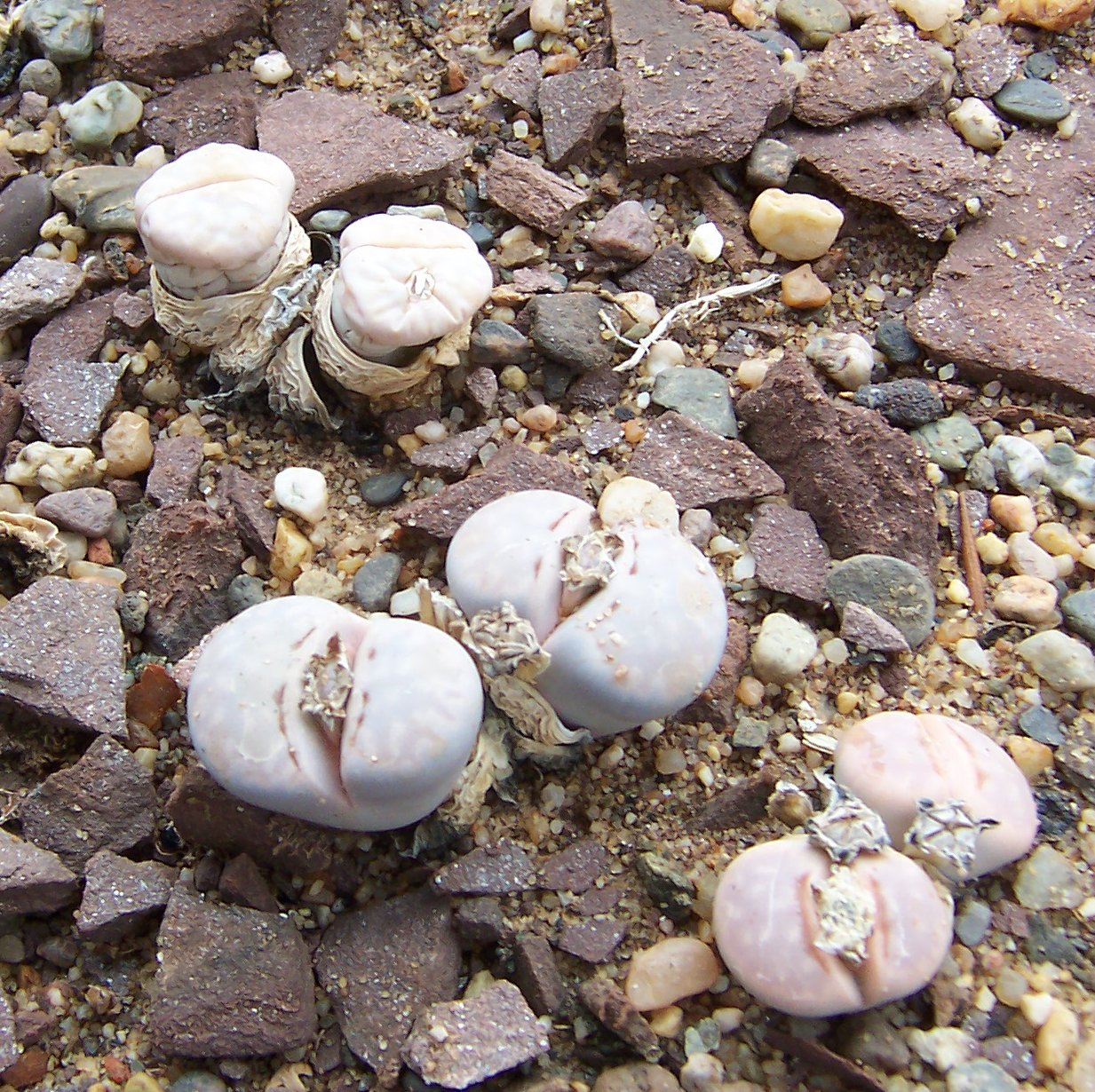
Vista de la planta en su hábitat

## Descripción
Forma grupos de dos hojas acopladas, divididas por una fisura por donde aparecen las flores. Cada par de hojas forman el cuerpo de la planta que tiene forma cilíndrica o cónica con una superficie plana. De la fisura entre las hojas brota, en periodo vegetativo, las nuevas hojas y en cuanto se abren, las antiguas se agostan. 

## Taxonomía
Lithops julii fue descrita por (Dinter & Schwantes) N.E.Br., y publicado en Gard. Chron. III, 79: 102 1926.
Etimología
Lithops: nombre genérico que deriva de las palabras griegas: "lithos" (piedra) y "ops" (forma).
julii: epíteto latino 
Sinonimia
- Lithops julii subsp. julii
- Mesembryanthemum julii Dinter & Schwantes (1925)
- Lithops chrysocephala Nel
- Lithops fulleri var. chrysocephala (Nel) de Boer
- Lithops julii var. littlewoodii de Boer (1963)
- Lithops julii var. reticulata Tischer ex de Boer (1961)
- Lithops lactea Schick & Tischer (1933)
- Lithops julii subsp. fulleri (N.E.Br.) B.Fearn[2]